# 巴德銀色列車
巴德銀色列車（英語：Budd Silverliner）是由巴德公司设计和制造的电聯車，从1963年开始交車59輛。 其中有55辆是以政府资金购买，用于雷丁鐵路和宾夕法尼亚铁路 ，以供宾夕法尼亚州费城地区通勤铁路服务使用，其余4辆车则由美国运输部购买，用于1965年的高速鐵路试验。 銀色列車乃基于1958年制造的6部先鋒三型（Pioneer III）原型车系列，是所謂「現代化」通勤列車的第一批量產訂單。其以未上漆時不锈钢结构而得名（相較之下，戰前的通勤車組使用上漆的含碳钢车身）。 这些车輛成为賓夕法尼亞州東南地區铁路服务的固定班底，在服务了49年之后，最终于2012年退役。

## 歷史
1963年， 宾夕法尼亚鐵路和雷丁铁路公司的财务状况不良，无法升級虧損中的通勤业务設備。州政府和地方政府介入购买新车，經由稱為「客運改進公司（Passenger Service Improvement Corporporation）」的機構，由私營鐵路公司營運於通勤服務。 這些新车乃基于6辆1958年先锋III型客車的改進型。  总共购买了38辆用于賓夕法尼亞鐵路，其余17辆用于雷丁鐵路。其现代化的不锈钢车身令其迅速得名為「銀色列車（Silverliner）」。 除了外观外，这些车还为费城通勤铁路网引入了许多现代化新技术，包括空调，可容纳多达127人的更大内部空间（比PRR MP54型客車长12英尺），更好的加速度性能與極速，且運作時更加安靜。 
賓夕法尼亞鐵路的38辆车分为两个系列，编号分别为201-219和250-269，於該公司內的型號分别为MP85B和MP85C，而雷丁鐵路的17辆车分别为9001-9017，該公司型號為REB-13。 随着1967年第二套「银色列车」的交付，最初的銀色列車被改稱為「二代銀色列車（Silverliner II）」，先鋒三型的客車改稱為「初代銀色列車（Silverliner I）」。  1968年，宾夕法尼亚铁路經過合并改組为Penn Central ，尽管新成立的賓夕法尼亞州東南地區交通局（SEPTA）为通勤铁路服务提供资金，从1963年到1976年聯合鐵路成立之時，銀色列車的塗裝與營運仍由各家鐵路公司自行決定。1976年后，该服务继续在聯合鐵路旗下營運，但这些车輛則完全以SEPTA名義營運至生涯结束。 
1984年下半年由於路線連接，允许雷丁鐵路與賓夕法尼亞鐵路的客車得以交互運行。1989年，整个車队被送往纽约霍內爾的Morrison-Knudsen工厂进行中期维修。  所有列車最終都对其推进系统进行了升级以提高可靠性，从其变压器中移除多氯聯苯 ，升级了空調系統以去除CFC 。在1990年代，这些车采用了SEPTA的标准全长红色和蓝色窗户外装，某些車廂的内裝則进行了较小的升级，將原来的「番茄酱和芥末酱」座椅改为软垫棕色皮革。到2000年本型車件已屆老齡，可靠性的降低，也無法配合「美國殘疾人法案」規範（包括手动操作的门），而SEPTA配备高月台的車站越来越多，本型車運用較為不便。然而由於設計延誤和合約招标纠纷，使得預計替換本型車的120辆「五代銀色列車（Silverliner V）」之订购推迟到2005年以後，加上制造商現代 Rotem在南费城建立生产工厂的问题，使得交車延到2010年。 在此期间，越来越多的二代銀色列車出现严重的机械故障，某些甚至在行駛中起火。 由于缺乏播音系统 ，這段期間二代銀色列車於美國殘疾人法案的豁免下運行，該豁免預定于2012年7月1日到期。随着五代銀色列車交車，SEPTA加速退役本型車，到2012年5月，大多数二代銀色列車都已经退出現役，最后运行的9010號車在最後一周被派往肯维德线运行，最終營運是2012年6月29日。 

## 设计

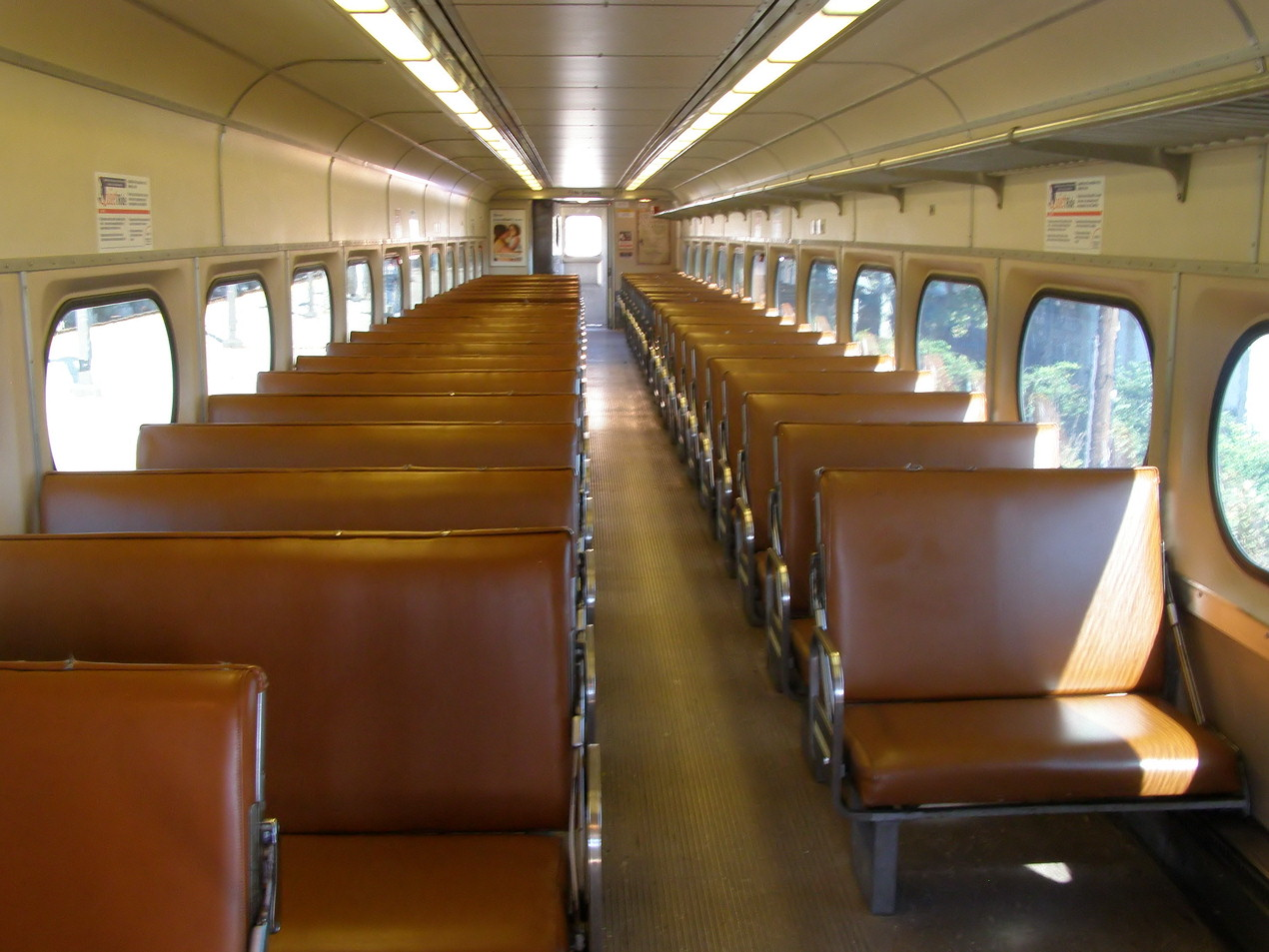
人造皮革內裝，運用於259、269、9012和9015车，取代標準的「番茄酱和芥末黃」样式。

巴德銀色列車的设计基于轻型不锈钢车身和车架，再加上先进的AC / DC 整流器動力系统和新型轻型高速轉向架 。雖然與較早的Pioneer III大致相同，其不同之处包括单臂法维莱式集电弓，先进的動力系统，使用了固态相角控制器和汞弧引燃管，高功率馬達，容量更大的主变压器，多功能耦合器和碟式剎車 。因此本型車與先前的六輛Pioneer原型車不相容。在旅客设施方面則與先鋒三型相同，配備空氣彈簧 ，空调 ，电热，且加速和剎車時幾乎無聲。 本型車動力較先鋒三型高150 hp，加速度可达1.7 mph/s（2.7 km/(h·s)） ，远高于旧型的MP54  ，最高速度为85—100 mph（137—161 km/h）；而MP54型車僅能達55—65 mph（89—105 km/h） ，且在實際營運中很少能达到。  在内部，汽车配备了25排以3 + 2配置的旋轉椅或翻背椅，共有124个可用座位，以及一间盥洗室或多加一个3人座位。 座椅最初是用深灰色菱形花纹的泡沫橡胶 “绒毛”紋，在1970年代中期开始磨损。 对四辆车（＃259，＃269，＃9012和＃9015）进行了实验性改装，改用棕色乙烯人造皮座椅。 在SEPTA / Conrail时代又改以帆布纹的软垫，形成所谓的「番茄酱和芥末黃」配色－－三人座位采用芥末黄装饰，两人座位採用番茄酱深红色。 

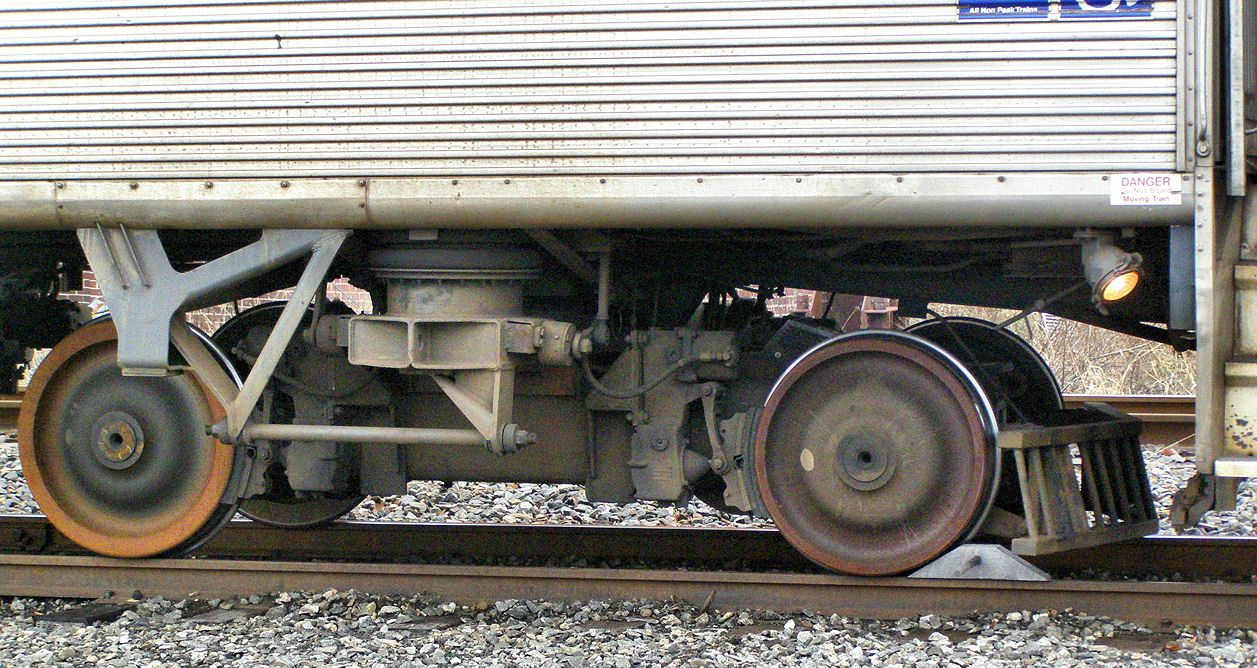
在9009号（二代銀色列車）的Budd Pioneer III轉向架的侧视图，显示了应用于雷丁鐵路之本型車的悬吊與排障器 。

雷丁鐵路與賓夕法尼亞鐵路被允許在這些車上使用自己的標誌與改裝。这些差异包括賓夕法尼亞鐵路車廂仅安装了一个上方行李架 ，一具直式排障器 ，一个金属框架的工程师窗户，以及車內號誌系統。而雷低鐵路的車廂安装了一个V型排障器 ，两个上方行李架，以及色燈車內號誌（但與賓夕法尼亞鐵路相容）；車內號誌在RDG于1967年停用在Jenkintown和Lansdale之间的伯利恒支線於1928年安裝的驾驶室信号装置后被拆除，結果在1983-84年必须重新安装9001–9017車的車內號誌系統，以备通过市中心通勤連接線（Center City Commuter Connection）而運行於以前的賓夕法尼亞鐵路路線。賓夕法尼亞鐵路的第一组车（201–219）旨在用于較长距离的路線，例如開往宾夕法尼亚州哈里斯堡和纽约市的列車，并在“ F”端配置了盥洗室。但第二組車與所有的雷丁鐵路车廂則以3人长椅取代之。尽管所有銀色列車都配备了碟式剎車，但賓夕法尼亞鐵路不喜欢此功能，因为維修時需要將列車停在工作坑上方，故到了1968年其38辆车全部换为传统的踏面剎車 。  在1989年SEPTA时代改裝之前，雷丁鐵路的车仍然使用碟式剎車。此外所有级别的巴德銀色列車均提供了早期的多功能连接器设计，该设计包括美國鐵路協會（AAR） 密接式連結器，该连結器安装在单独的空气與电气的自动连接器上方。这种设计允许在緊急狀況或調車時，将新型的電聯車連接於機車、傳統客車、其他電聯車，或貨運列車后面牵引；外箱附有详细说明，以供工作人員參考。但是，新的232輛四代銀色列車則使用巴德的新型插銷杯型連結器，故二代與三代銀色列車進行了修改，以便能與四代銀色列車連結與運用，改造時Penn Central鐵路也改裝了排障器以保祿前輪不受碎物衝擊。

## 試驗用車
作为1965年《高速地面运输法》的一部分， 美国运输部订购4部車用作测试，以研究在美国修建高速鐵路的可行性。编号为T-1至T-4的车经过改装，可达到150英里的速度，并配备了各种仪器来记录铁路在这种速度下行驶的影响，包括以CCTV攝影机监控车轮和集电弓。 最明显的改變是在發現以常規樣式列車无法到达150英里的目標時速後，在T-1車厢端面改裝成略为流线型，以减少高速时的阻力。流線型改裝使得列車在特伦顿和新泽西州新布朗斯威克之间的直线上，達到了最高156英里的时速。  由此對於生產型的高速電聯車Budd Metroliner的端面應用此設計。在测试过程中，这些车輛的基地為賓夕法尼亞鐵路的Morrisville Yard機廠，测试完成后，至少有一辆车在移除動力設備後用作美國運輸部的鐵路測試車，而另一辆则由美国陸軍在尤斯蒂斯堡使用 。